# Jozua François Naudé
Pour les articles homonymes, voir Naudé.
Jozua François Naudé, surnommé Tom Naudé, né le 15 avril 1889 à Middelburg, colonie du Cap et mort le 31 mai 1969 au Cap), est un homme d'État qui fut président de l'État par intérim de la république d'Afrique du Sud du 1er juin 1967 au 10 avril 1968.
Membre de la ligue afrikaner (Broederbond), député de Pietersburg (1920-1961), président de l'Assemblée (1948-1950), ministre des Postes et Télégraphes de 1950 à 1954, ministre de la Santé de 1954 à 1956, ministre des Finances de 1956 à 1958 et ministre de l'Intérieur (1958-1961), Jozua François Naudé est de 1961 à 1969 président du Sénat et, à ce titre, assure du 1er juin 1967 au 10 avril 1968 l'intérim de la présidence de la république d'Afrique du Sud, à la suite de la maladie puis de la mort de Theophilus Donges.

## Biographie

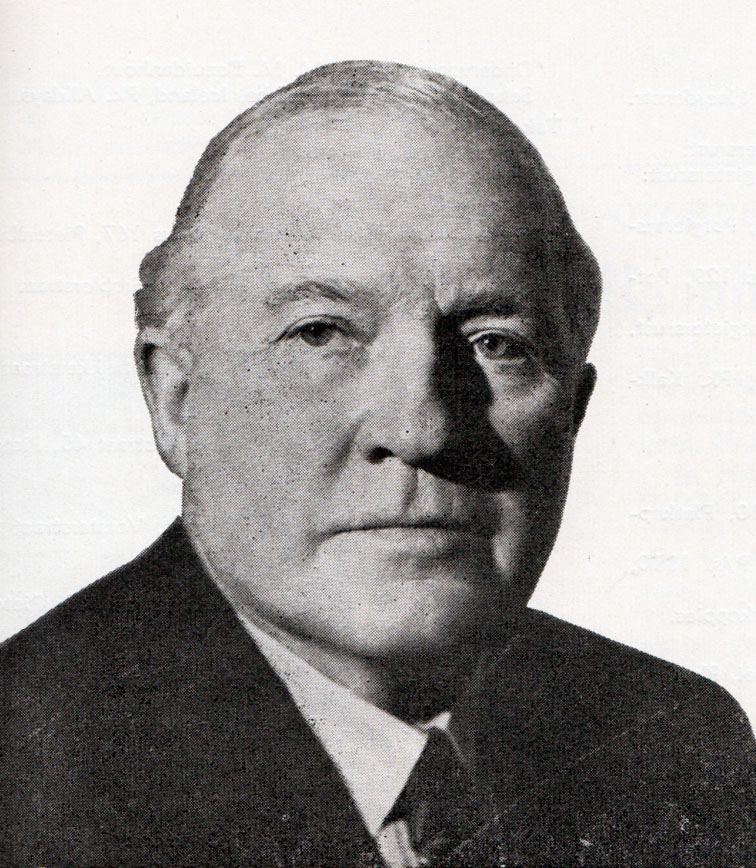
Tom Naudé

Josué François (Tom) Naudé est né à Middelburg dans l'est de la colonie du Cap. Fils de fermier et probablement descendant d'huguenots français immigré en Afrique du Sud, Tom Naudé fait des études de droit et devient avocat à Pietersburg dans le nord du Transvaal. Partisan de James Barry Hertzog, il participe en 1914 à des manifestations contre la participation sud-africaine à la Première Guerre mondiale. Il passe trois mois dans un camp d'internement pour avoir refusé de se battre contre les armées du Reich dans  la colonie allemande du  Sud-Ouest africain.
Élu au conseil municipal de Pietersburg, il est élu en 1920 sous les couleurs du parti national à la Chambre de l'Assemblée de l'union de l'Afrique du Sud pour la circonscription de Pietersburg.
En 1934, il fait partie de la majorité du NP qui se rallie à James Barry Hertzog dans l'alliance avec le parti sud-africain de Jan Smuts au sein du Parti uni.
En 1939, il fait partie de la minorité du parti uni qui se prononce pour la neutralité durant la Seconde Guerre mondiale. Solidaire de JBM Hertzog, il quitte le parti uni et rejoint le parti national réunifié.
De 1948 à 1950, il est président de l'Assemblée. En 1950, il entre au gouvernement de Daniel François Malan en tant que ministre des Postes et Télégraphes. En 1954, il devient ministre de la santé dans le gouvernement de JG Strijdom puis à l'occasion d'un remaniement ministériel succède à Nicolaas Havenga en tant que ministre des finances. C'est durant cette période qu'il se rend en Europe pour plaider en faveur de l'augmentation des cours de l'or. Il reste ministre des finances lors de la formation du gouvernement Verwoerd puis est nommé ministre de l'intérieur le 20 octobre 1958.
En 1960, il entre au Sénat et l'année suivante en est élu président. En janvier 1967, Theophilus Donges est élu par le Parlement pour devenir président de l'État de la république d'Afrique du Sud. Il doit prendre ses fonctions à compter du 31 mai mais il est victime entre-temps d'une hémorragie cérébrale avec paralysie. Jozua François Naudé, en tant que président du Sénat, assura l'intérim du 1er juin 1967 au 10 avril 1968, date de l'élection de Jacobus Johannes Fouché à la présidence de l'État.